# Rebel in Town
Rebel in Town is een Amerikaanse western uit 1956 onder regie van Alfred L. Werker. Destijds werd de film in Nederland uitgebracht onder de titel Het uur der wraak.

## Verhaal
Na de Amerikaanse Burgeroorlog willen een Zuidelijke militair en zijn vier zoons een bank beroven. Wanneer een van de zoons per ongeluk een jongen doodschiet, slaan ze op de vlucht. De jongste zoon krijgt wroeging en keert terug naar de plek des onheils. Zonder het te beseffen logeert hij in de woning van de ouders van de vermoorde jongen.

## Rolverdeling
| Acteur          | Personage        |
| --------------- | ---------------- |
| John Payne      | Barney Page      |
| Ruth Roman      | John Willoughby  |
| J. Carrol Naish | Nora Willoughby  |
| Ben Cooper      | Bedloe Mason     |
| John Smith      | Gray Mason       |
| Ben Johnson     | Wesley Mason     |
| James Griffith  | Adam Russell     |
| Mary Adams      | Oma Ackstadt     |
| Bobby Clark     | Peter Willoughby |
| Mimi Gibson     | Lisbeth Ackstadt |
| Sterling Franck | Cain Mason       |
| Joel Ashley     | Arts             |